# Elias Baeck
Elias Baeck (alias Heldenmuth), auch Elias Beck (* 1679; † 1747 in Augsburg), war ein deutscher Maler, Kupferstecher und Kartograf.
Elias Baeck studierte in Rom, wo er den Beinamen Heldenmuth erhielt. Er wirkte in Venedig sowie in Laibach und ließ sich schließlich in Augsburg nieder.
Elias Baeck kopierte Tiere nach Vorlagen des Den Haager Malers und Kupferätzers Marc de Bye (um 1612–1670) und fügte Pflanzen hinzu. Die Blätter signierte er mit E. B. a. H. für Elias Baeck alias Heldenmuth. Baeck stach – teilweise im Stil von Johann Sadeler – Historien, Landschaften, Schlachten und Porträts.

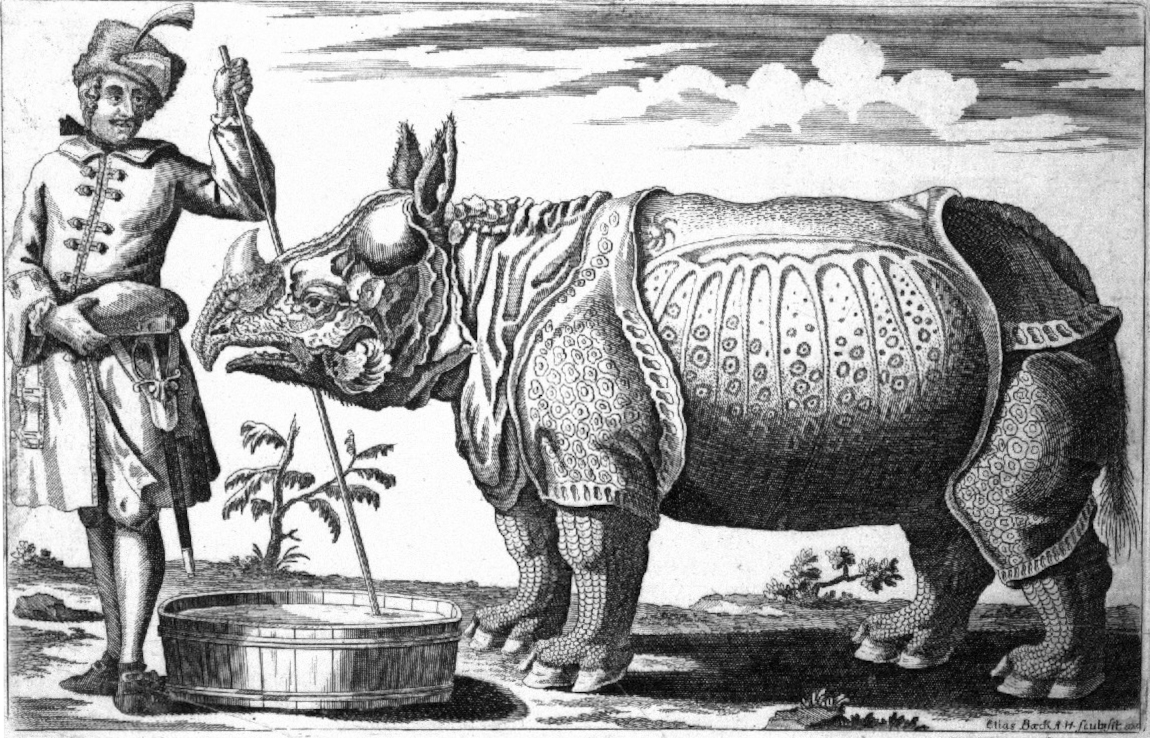
Das Panzernashorn Clara.
Stich von Elias Baeck anno 1746